# Fahreignungsseminar
Das Fahreignungsseminar (abgekürzt: FeS) nach § 4a Straßenverkehrsgesetz (StVG) ist eine gesetzlich geregelte Maßnahme im Rahmen des deutschen Fahreignungs-Bewertungssystems. Es ersetzt seit dem 1. Mai 2014 im Zuge der Reform des Punktesystems das Aufbauseminar für punkteauffällige Kraftfahrer sowie die verkehrspsychologische Beratung, mit denen bis zum 30. April 2014 Punkte im Verkehrszentralregister abgebaut werden konnten.
Wenn der Punktestand eines Inhabers einer Fahrerlaubnis im Fahreignungsregister vier oder fünf Punkte erreicht, so ist der Betroffene durch die zuständige Behörde zu ermahnen, beim Erreichen von sechs oder sieben Punkten ist er zu verwarnen. Dabei ist er jeweils auf die Möglichkeit hinzuweisen, dass er freiwillig an einem Fahreignungsseminar teilnehmen kann, um sein Verkehrsverhalten zu verbessern. Bei einem Punktestand von maximal fünf Punkten kann durch die Teilnahme an einem Fahreignungsseminar ein Punkt abgebaut werden, wobei diese Möglichkeit nur einmal innerhalb von fünf Jahren besteht.

## Ziele des Seminars
Das Fahreignungsseminar soll den Teilnehmern helfen, die sicherheitsrelevanten Mängel in ihrem Verkehrs- und Fahrverhalten zu erkennen und abzubauen.

## Durchführung
Das Fahreignungsseminar besteht aus einem verkehrspädagogischen und einem verkehrspsychologischen Teil. 

### Verkehrspädagogische Teilmaßnahme
Der verkehrspädagogische Teil kann als Einzelmaßnahme oder in Gruppen mit maximal sechs Teilnehmern durchgeführt werden. Er besteht aus zwei Modulen von jeweils 90 Minuten Dauer, deren Inhalte in Anlage 16 Fahrerlaubnis-Verordnung (FeV) festgelegt sind. Zwischen den Modulen sollen die Teilnehmer im Rahmen einer Hausaufgabe „Übungen zur Selbstbeobachtung“ durchführen. Die Module müssen in einem zeitlichen Abstand von mindestens einer Woche durchgeführt werden.
Zur Durchführung der verkehrspädagogischen Teilmaßnahme sind Fahrlehrer berechtigt, die eine Seminarerlaubnis nach § 31a Fahrlehrergesetz (FahrlG) besitzen. Diese Erlaubnis wird auf Antrag erteilt, wenn der Fahrlehrer mindestens die Fahrlehrerlaubnis der Klassen A und BE besitzt, innerhalb der letzten fünf Jahre drei Jahre lang Fahrschülern hauptberuflich theoretischen und praktischen Unterricht erteilt hat, im Fahreignungsregister mit nicht mehr als zwei Punkten belastet ist und innerhalb der letzten zwei Jahre erfolgreich an einem Einweisungslehrgang teilgenommen hat.

### Verkehrspsychologische Teilmaßnahme
Der verkehrspsychologische Teil wird als Einzelmaßnahme durchgeführt. Er besteht aus zwei jeweils 75-minütigen Sitzungen. In der ersten Sitzung soll das Verhalten des Teilnehmers analysiert werden, das zu den Verstößen führt. Hierzu werden die auslösenden und erhaltenden inneren und äußere Bedingungen der Verkehrszuwiderhandlungen analysiert, die Funktionalität des Fehlverhaltens (der Grund) herausgearbeitet, persönliche Stärken und individuelle Unterstützungsmöglichkeiten erkannt und Lösungen gemeinsam entwickelt, die geeignet und für den Betroffenen umsetzbar sind.
Als Hausaufgabe zwischen den Sitzungen soll das eigene Verkehrsverhalten kritisch beobachtet und die erarbeiteten Lösungsstrategien erprobt werden. In der zweiten Sitzung, die frühestens drei Wochen nach der ersten durchgeführt werden darf, werden die Erfahrungen der Selbstbeobachtung besprochen sowie die erarbeiteten Lösungsstrategien verfestigt. Zudem ist es möglich, individuelle Fragen, vor dem Hintergrund der eigenen Fahreignung, zu besprechen.
Zur Durchführung der verkehrspsychologischen Teilmaßnahme sind Personen berechtigt, die eine Seminarerlaubnis Verkehrspsychologie nach § 4a Abs. 3 StVG besitzen. Diese Erlaubnis wird auf Antrag erteilt, wenn der Bewerber über einen Abschluss eines Hochschulstudiums als Diplom-Psychologe oder einen gleichwertigen Master-Abschluss in Psychologie verfügt, eine verkehrspsychologische Ausbildung an einer Universität oder gleichgestellten Hochschule oder einer Begutachtungsstelle für Fahreignung, oder eine fachpsychologische Qualifikation nach dem Stand der Wissenschaft durchlaufen hat, über Erfahrungen in der Verkehrspsychologie verfügt und im Fahreignungsregister mit nicht mehr als zwei Punkten belastet ist. Inhaber einer Seminarerlaubnis Verkehrspsychologie müssen jährlich an einer verkehrspsychologischen Fortbildung von mindestens sechs Stunden teilnehmen, die insbesondere die Fahreignung behandelt.

## Evaluierung
Das Fahreignungsseminar wurde durch die Bundesanstalt für Straßenwesen (BASt) wissenschaftlich begleitet und evaluiert (§ 4b StVG). Eine verhaltensverbessernde Wirkung der Fahreignungsseminare konnte im Bericht von 2019 nicht belegt werden.